# Ataenius sculptilis
Ataenius sculptilis är en skalbaggsart som beskrevs av Edgar von Harold 1868. Ataenius sculptilis ingår i släktet Ataenius och familjen Aphodiidae. Inga underarter finns listade.